# Jeanne Vaussard
Jeanne G. Vaussard, francoska tenisačica, * 19. december 1891, Pariz † 24. februar 1977, Pariz.
V posamični konkurenci je največji uspeh kariere dosegla leta 1924, ko se je uvrstila v finale turnirja za Državno prvenstvo Francije, kjer jo je premagala Diddie Vlasto v dveh nizih. Na turnirjih za Prvenstvo Anglije se je najdlje uvrstila v prvi krog leta 1929. V konkurenci ženskih dvojic je v letih 1920 in 1924 skupaj z Germaine Golding uvrstila v finale turnirja za Državno prvenstvo Francije. Nastopila je na olimpijskih igrah 1920 in 1924, najboljšo uvrstitev je dosegla s petim mestom leta 1924 v konkurenci ženskih dvojic.

## Finali Grand Slamov

### Posamično (1)

#### Porazi (1)
| Leto | Turnir                     | Nasprotnica v finalu | Rezultat finala |
| 1924 | Državno prvenstvo Francije | Diddie Vlasto        | 2–6, 3–6        |

### Ženske dvojice (2)

#### Porazi (2)
| Leto | Turnir                         | Partnerica       | Nasprotnici v finalu                  | Rezultat finala |
| 1920 | Državno prvenstvo Francije     | Germaine Golding | Suzanne Lenglen Élisabeth d'Ayen      | 1–6, 1–6        |
| 1924 | Državno prvenstvo Francije (2) | Germaine Golding | Marguerite Broquedis Yvonne Bourgeois | 3–6, 3–6        |